# Carcoke
Carcoke (Société Carolorégienne de Cokéfaction) was de naam van een groep van drie cokesfabrieken, welke in 1975 werd opgericht. Grootaandeelhouder van Carcoke was de groep Hainaut-Sambre, na 1981 Cockerill-Sambre.
Deze fabrieken waren:
- Carcoke (Zeebrugge) (gesloten in 1996)
- Carcoke (Neder-Over-Heembeek) (gesloten in 1993)
- Carcoke (Tertre) (gesloten in 1997)

Ook de groep Carcoke werd opgeheven.